# Sergei Vasilenko
Sergei Nikiforovich Vasilenko, född 30 mars 1872 i Moskva, Ryssland, död 11 mars 1956 i Moskva, Sovjetunionen, var en rysk tonsättare, musikpedagog och dirigent. Vasilenko komponerade operor, baletter, orkesterverk, kammarmusik och sånger. Hans musikaliska kompositionär var påverkade av rysk folkmusik, österländsk musik och fransk impresionism.
Vasilenko studerade rättsvetenskap vid Moskvauniversitet, med examen 1895, samtidigt som han tog privatlektioner i musik för Aleksandr Gretjaninov och Georgi Conus. År 1895 blev han inskiven på Moskvakonservatoriet där han tog klasser med Sergej Tanejev, Michail Ippolitov-Ivanov, Vasilij Safonov och Stepan Smolensky, med examen år 1901. Fem år senare, 1906, anställdes han som lärare på Moskvakonservatoriet där han sedan var professor från 1907 fram till 1950-talet. Bland hans främsta studenter märks tonsättarna Aleksandr Vasilevich Aleksandrov, Anatoly Nikolayevich Alexandrov, Nikolai Golovanov, Leonid Polovinkin, och Dmitri Rogal-Levitsky
År 1938 vistades han i Tashkent för att hjälpa de lokala musikerna att bygga upp ett nationellt konservatorium.

## Kompositioner i urval[1]

### Kammarmusik
- Stråkkvartett no.1, opus 3, 1901
- Stråkkvartett no.2,
- Stråkkvartett no.3,
- Serenad för Cello och Piano,
- Orientalisk Dans för Klarinett och Piano, 1923.
- Piano Trio, opus 74, 1932.
- Japansk Svit för Blåsinstrument, Xylofon och Piiano, 1938.
- Kinesiska Sketcher för Träblåsinstrument, 1938.
- Träblåskvartett på Amerikanska Motiv, 1938.
- Svit för Balalaika och Dragspel, 1945.

### Orkester
- Vir, för kontrabas och orkester, premiär i Kislovodsk 6 juli 1896.
- Tre Combats, symfoniskt poem, 1900
- Poeme épique, symfoniskt poem, premi{r 14 mars 1904 i Moskva
- Sad Smerti (Dödens trädgård), premiär 4 maj 1908 i Moskva
- Symfoni no. 1, 1904, premiär i Moskva 17 februari 1907.
- Hircus nocturnus, premiär 3 februari 1909 i Moskva
- Au Soleil, svit, 1911
- Symfoni no. 2, premiär i Moskva 7 januari 1913.
- Violinkonsert, 1913
- Zodiac, svit på gamla franska melodier, 1914
- Valse fantastique, premiär 16 januari 1915 i Moskva
- Symfoni no. 3, den italienska, för blås- och ryska folkmusikinstrument, 1925.
- Kinesisk svit, premiär 30 oktober 1927 i Leningrad
- Hinduisk svit, 1927
- Turkmenisk svit, 1931
- Konsert för Balalaika och Orkester, 1931.
- Östra Soviet, 1932
- Symfoni no. 4, den arktiska, premiär i Moskva 5 april 1933.
- Symfoni no. 5, 1938.
- Cellokonsert, 1944.
- Trumpetkonsert, 1945.
- Uzbekisk Svit, 1942
- Ukraina, 1945

### Balett
- Noyya, 1923.
- Iosif Prekrasniy (Josef den stilige), premiär 3 mars 1925 i Moskva
- Lola, 1926.
- Tsigani (Zigenarna), 1936, premiär 8 november 1937 i Leningrad.
- Akbilyak, 1942. premiär 7 november 1943 i Tashkent.
- Mirandolina, 1946, premiär 16 januari 1949 i Moskva.

### Opera
- Skazaniye o grade velikom Kitezhe i tikhom ozere Svetoyare (Sagan om den framstående staden Kitezh och den stilla sjön Svetoyar),  opus 5, premiär som kantata 1 mars 1902 i Moskva, premiär som opera 3 mars 1903 i Moskva.
- Sïn solntsa (Solens son), opus 63, premiär 23 maj 1929 i Moskva.
- Khristofor Kolumb (Kristoffer Kolumbus), opus 80, 1933.
- Buran (Snöstormen), opus 98, 1938, premiär i Tashkent 2 juni 1939.
- Suvorov, opus 102, 1941, premiär i Moskva 23 februari 1942.

### Vokalmusik
- En jungfru sjöng i en kyrkokör, 1908
- Incantation, för sång och orkester, 1910
- Exotisk svit, för tenor och 12 instrument, 1916
- Tio ryska folksånger, för sång, oboe, balalaika, dragspel och piano, 1929